# Kelly Coffield Park
Kelly Coffield Park, nata Kelly Coffield Pecora (Des Plaines, 19 gennaio 1962), è un'attrice e comica statunitense.

## Vita privata
Dal 1991 è sposata con l'attore Steve Park con cui ha avuto due figli, Owen ed Eliza.

## Filmografia parziale

### Cinema
- L'uomo dei sogni (Field of Dreams), regia di Phil Alden Robinson (1989)
- Jerry Maguire, regia di Cameron Crowe (1996)
- Scary Movie, regia di Keenen Ivory Wayans (2000)
- Quel nano infame (Little Man), regia di Keenen Ivory Wayans (2006)
- Bride Wars - La mia migliore nemica (Bride Wars), regia di Gary Winick (2009)
- Mr. Beaver (The Beaver), regia di Jodie Foster (2011)

### Televisione
- Tutto in famiglia (My Wife and Kids) – serie TV, 4 episodi (2002-2004)
- Kidding - Il fantastico mondo di Mr. Pickles (Kidding) – serie TV, un episodio (2018)